# Au pays des géants
Ne doit pas être confondu avec Au pays des géants (comics).
Au pays des géants (Land of the Giants) est une série télévisée américaine en 51 épisodes de 48 minutes, créée par Irwin Allen et diffusée entre le 22 septembre 1968 et le 22 mai 1970 sur le réseau ABC.
La série a été doublée au Québec et a été diffusée à partir du 7 septembre 1969 à la Télévision de Radio-Canada et rediffusée à partir du lundi, 13 novembre 2023 sur Frissons TV, et en France, dans les années 1970 sur TMC et RTL Television, puis rediffusée en 1993 sur Série Club, et en 2014-2015 sur Ciné FX.

## Synopsis
Lors d'un vol suborbital entre New York et Londres, trois membres d'équipage, quatre passagers et un chien sont projetés sur une planète semblable à la Terre, à la différence qu'elle est peuplée d'humains et d'animaux douze fois plus grands qu'eux. Tandis qu'ils tentent de réparer leur vaisseau endommagé afin de regagner la Terre, ils doivent faire face à la menace permanente que représentent les habitants de cette planète.

## Distribution
- Gary Conway (VQ : Daniel Roussel) : Capitaine Steve Burton
- Don Matheson (VQ : Serge Bossac) : Mark Wilson
- Stefan Arngrim (VQ : Flora Balzano) : Barry Lockridge
- Don Marshall (en) (VQ : Alain Clavier) : Dan Erickson
- Deanna Lund (VQ : Estelle Picard) : Valerie Scott
- Heather Young (en) (VQ : Diane Arcand) : Betty Hamilton
- Kurt Kasznar (VQ : Jean-Claude Robillard) : Alexander Fitzhugh

 Source et légende : version québécoise (VQ) sur Doublage.qc.ca

## Épisodes

### Première saison (1968-1969)
1. Atterrissage forcé (The Crash)
2. La Ville fantôme (Ghost Town)
3. Le bouc émissaire (Framed)
4. Le Maquisard (Underground)
5. Le manège de la peur (Terror-Go-Round)
6. Plan de vol (The Flight Plan)
7. La chasse aux géants (Manhunt)
8. Le réveil matin (The Trap)
9. La Foi (The Creed)
10. Double revers (Double-Cross)
11. Le monde merveilleux (The Weird World)
12. La maison dorée (The Golden Cage)
13. Compagnons d’infortune (The Lost Ones)
14. Lavage de cerveau / Le sérum de vérité (Brainwash)
15. Le chasseur de primes / Têtes mises à prix (The Bounty Hunter)
16. J’ai Vu La Terre / Voir la Terre et mourir (On a Clear Night You Can See Earth)
17. Le Détecteur (Deadly Lodestone)
18. La nuit du Thrombeldinbar / Le lutin magique (Night of Thrombeldinbar)
19. Sept petits hommes / Le zoo (Seven Little Indians)
20. Cible la terre / Destination Terre (Target: Earth)
21. Génie à l’œuvre / L'antidote (Genius at Work)
22. Le retour de Inidu / Homicide involontaire (Return of Inidu)
23. Opération de sauvetage (Rescue)
24. Sabotage (Sabotage)
25. L’appareil auditif (Shell Game)
26. La poursuite / L'insecticide (The Chase)

### Deuxième saison (1969-1970)
1. Le robot parfait (The Mechanical Man)
2. Six heures à vivre (Six Hours to Live)
3. Rien ne sert de gagner (The Inside Rail)
4. La partie d'échec (Deadly Pawn)
5. Le champignon vénéneux (The Unsuspected)
6. Le trompettiste (Giants and All That Jazz)
7. La boîte à musique (Collector's Item)
8. L'enfant et le chien (Every Dog Needs a Boy)
9. Un moine terrifiant (Chamber of Fear)
10. Les savants diaboliques (The Clones)
11. La rentrée du vieil acteur (Comeback)
12. La soif du pouvoir (A Place Called Earth)
13. Un géant nommé Titus (Land of the Lost)
14. Le retour sur Terre (Home Sweet Home)
15. Heureuse méprise (Our Man O'Reilly)
16. L'effet Delta (Nightmare)
17. Le joueur de flûte (Pay the Piper)
18. La cité souterraine (The Secret City of Limbo)
19. L'échappatoire (Panic)
20. Le dard mortel (The Deadly Dart)
21. Le saboteur (Doomsday)
22. Une guerre miniature (A Small War)
23. Les marionnettes (The Marionettes)
24. Rétrospective (Wild Journey)
25. Le cimetière des fous (Graveyard of Fools)

## DVD
États-Unis :
- Land of the Giants: The Giant Collection (Édition limitée) sortie le 24 juillet 2007 chez 20th Century Fox Home Entertainment dans un coffret 9 DVD double face. L'audio est en anglais et espagnol avec sous-titres anglais et espagnol. Les bonus sont plus nombreux que les coffrets anglais (Galeries de photos, scènes coupées, interviews des acteurs, effets visuels, merchandising, bandes annonces publicitaires, etc.) En cadeau des cartes postales collector, des affiches, des booklets, reproduction de bandes dessinées d'époque. Le packaging est beaucoup plus soigné en forme de cage pour petits animaux. (ASIN B000P5FH2Q).

 France :
- Au pays des géants coffret 1 (17 épisodes) sorti le 4 novembre 2014 chez LCJ éditions et productions dans un coffret 5 DVD. L'audio est en français et anglais sans sous-titres et sans bonus vidéo. Les copies sont restaurées. (ASIN B00M262MKQ).

- Au pays des géants coffret 2 (17 épisodes) sorti le 19 août 2015 chez LCJ éditions et productions dans un coffret 5 DVD. Les caractéristiques sont identiques au premier volume. les copies sont restaurées. (ASIN B00ZY4Y5ZS).

- Au pays des géants coffret 3 (17 épisodes) sorti le 7 février 2017 chez LCJ éditions et productions dans un coffret 5 DVD. Les caractéristiques sont identiques au premier et second volume. Les copies sont restaurées. (ASIN B01N5JAMM4).

 Royaume-Uni :
- Land of the Giants complete series one (26 épisodes) sortie le 28 mars 2011 chez Revelation Films dans un coffret 7 DVD. L'audio est en anglais avec sous-titres anglais. Les copies sont restaurées. De nombreux suppléments sur les coulisses ainsi que des interviews des acteurs sont disponibles. (ASIN B004BFZA6Y).

- Land of the Giants Complete series two (25 épisodes) sortie le 13 juin 2011 chez Revelation Films dans un coffret 7 DVD. L'audio est en anglais avec sous-titres anglais. Les copies sont restaurées avec de nombreux suppléments sur les coulisses. (ASIN B004BFZA96).

- Land of the Giants The Complete Collection (51 épisodes) sortie le 5 mars 2012 chez Revelation Films dans un coffret 14 DVD. Les caractéristiques sont identiques aux deux saisons. En cadeau des cartes postales collector de la série. (ASIN B006WYBLE2).